# Purcărete
Purcărete – wieś w Rumunii, w okręgu Bistrița-Năsăud, w gminie Negrilești. W 2011 roku liczyła 218 mieszkańców.